# Leno LaBianca
Pasqualino Antonio LaBianca, detto Leno (Los Angeles, 6 agosto 1925 – Los Angeles, 10 agosto 1969), è stato un dirigente d'azienda statunitense, famoso per essere stato vittima, insieme a sua moglie Rosemary LaBianca (15 dicembre 1929 - 10 agosto 1969), degli omicidi seriali della cosiddetta "Famiglia" di Charles Manson.

## Biografia

### Origini e formazione
Pasqualino Antonio LaBianca nacque a Los Angeles, California, da genitori italiani immigrati. Il padre di Pasqualino (o Leno, come era chiamato dagli amici), Antonio, era il proprietario di due catene di supermercati. La madre di LaBianca, Corina, era una casalinga che si prendeva cura di Leno e delle sue due sorelle maggiori, Emma e Stella. Alla Franklin High School, Leno era uno studente brillante, la qual cosa lo portò a diplomarsi a pieni voti. Era anche molto attivo nella squadra di atletica della scuola, dove grazie alla sua velocità si guadagnò il soprannome di "Flash". La gente sbagliava costantemente la pronuncia del suo nome, così egli decise di cambiarlo da "Lino" in "Leno". Uscito dalla scuola, Leno lavorava part-time nelle aziende di supermarket di suo padre.

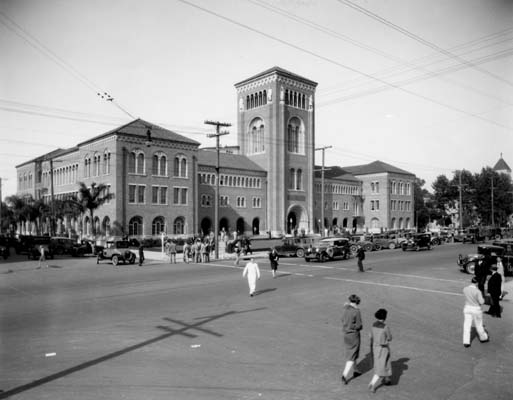
University of Southern California negli anni venti

Dopo il diploma, si iscrisse al Los Angeles City College studiando amministrazione aziendale. Dopo un semestre, si trasferì alla University of Southern California. Nel novembre 1943, Leno fu richiamato alle armi. Si sposò con la sua prima ragazza Alice nel marzo 1944. In settembre LaBianca fu spedito in Europa per combattere nella Seconda guerra mondiale. Ritornò a casa nel marzo 1946.
Leno e Alice ebbero la loro prima figlia, Corina Jane LaBianca, nella primavera del 1948. Nel 1951 Leno fu promosso e divenne vice presidente delle aziende della grande distribuzione di suo padre, la Gateway Markets e la State Wholesale Grocery Company. Quel dicembre, Leno e Alice salutarono la nascita del loro primo figlio maschio, Anthony Carl LaBianca. Lo stesso anno, il padre di LaBianca, Antonio, morì facendo così automaticamente diventare il figlio Leno il presidente delle aziende di famiglia. Nel 1955 Leno e Alice si separarono in gennaio. In settembre Leno divenne padre per la terza volta quando Alice diede alla luce Louise LaBianca. Alice e Leno divorziarono ufficialmente nel 1955.
Dopo il divorzio, Leno si laureò in finanza e nel 1958 incontrò la donna che sarebbe stata la sua seconda moglie, Rosemary, che lavorava come cameriera. I due si innamorarono e si sposarono nel 1960 a Carmel (California). Nel 1967 la coppia comprò una casa a Los Feliz che precedentemente era appartenuta a Walt Disney, ma la rivendettero nel 1968. Lo stesso anno Leno comprò da sua madre la casa di Waverly Drive dove era cresciuto, stabilendocisi con Rosemary e il figlio di lei avuto da una precedente relazione, Frank.

### La vacanza a Los Angeles

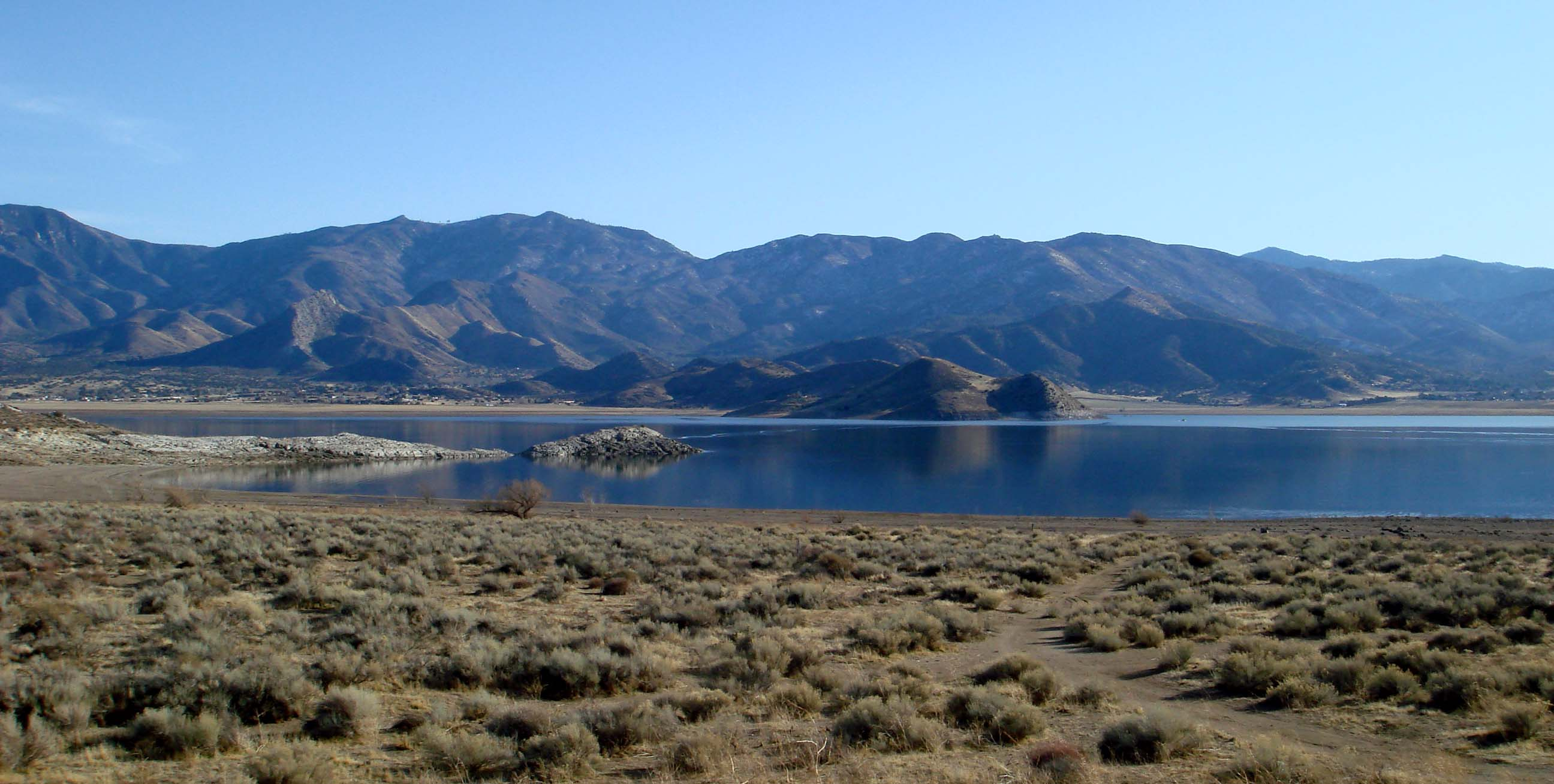
Lago Isabella

Il 9 agosto del 1969, i coniugi LaBianca andarono al Lago Isabella per prendere il figlio quindicenne di Rosemary, Frank, che stava trascorrendo una settimana di vacanza in barca con gli amici. Frank stava divertendosi così tanto che i LaBianca decisero di lasciarlo restare in compagnia degli amici ancora per un giorno e che sarebbe ritornato a Los Angeles insieme ai genitori di un suo amico. Circa verso le 9 di sera, Leno e Rosemary lasciarono il Lago Isabella e ritornarono a casa.
Il 10 agosto, all'una di notte, arrivarono a Los Angeles. Guidarono fino a un giornalaio all'angolo tra Hillhurst Avenue e Franklin Avenue. Leno, cliente abituale, fu immediatamente riconosciuto dall'edicolante, John Fokianos. Fokianos e Leno discussero brevemente del massacro Tate, che era avvenuto la notte precedente. Sharon Tate, attrice e moglie incinta del regista Roman Polański, era stata uccisa insieme ad altre quattro persone nelle prime ore di sabato 9 agosto nella loro casa al numero 10050 di Cielo Drive nel Benedict Canyon. Il discorso sugli omicidi spaventò Rosemary e così la coppia fece velocemente ritorno a casa. Fokianos sarebbe stata l'ultima persona (a parte gli assassini) a vedere i LaBianca in vita. Dopo essere arrivati a casa, Rosemary si ritirò in camera da letto, mentre Leno si addormentò sul divano in salotto leggendo il giornale.

### L'agguato della famiglia Manson e la morte

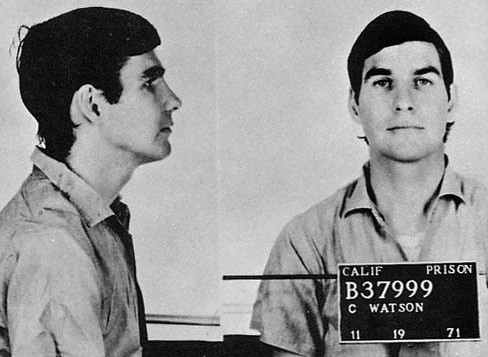
Tex Watson (1971)

Essendo rimasto soddisfatto dal clamore suscitato nel mondo dall'eccidio di Cielo Drive della notte precedente nella residenza della Tate, Charles Manson decise di unirsi personalmente alla successiva missione "Helter Skelter", che aveva fissato per il 10 agosto. Quindi, ai quattro membri della "family" che avevano partecipato agli omicidi precedenti, Charles "Tex" Watson, Susan Atkins, Patricia Krenwinkel e Linda Kasabian, si unirono lo stesso Manson, Leslie Van Houten e Steve Grogan detto "Clem". Manson aveva ordinato alla Kasabian di perlustrare i quartieri di Los Angeles in cerca di potenziali vittime, finché non venne scelta Waverly Drive, strada già conosciuta da Manson e altri membri della Family per esservi stati nel marzo 1968 a un party nella casa di Harold True, al numero 3267. Temendo però che l'omicidio di True avesse ricondotto al gruppo, Manson decise di uccidere nella casa vicina, quella di Leno e Rosemary LaBianca, al numero 3301.

Nelle prime ore del mattino del 10 agosto, Manson e gli altri sei arrivarono alla casa dei LaBianca. Manson e Watson svegliarono Leno LaBianca, assopito sul divano in salotto, puntandogli una pistola in volto. L'uomo fu rassicurato da Manson e Watson che non gli avrebbero fatto del male ma che volevano solo derubarlo. Dopo avergli legato le mani, chiesero a Leno se ci fosse qualcun altro in casa e lui disse che sua moglie Rosemary era in camera da letto. Manson andò nella camera, svegliò Rosemary e la condusse in salotto dove Watson sorvegliava Leno. Manson e Watson dissero ancora alla coppia che non avrebbero fatto loro del male e che li avrebbero solo rapinati. Dopo aver preso tutti i contanti che c'erano in casa Manson ordinò a Watson di riportare Rosemary in camera, dove Watson le mise una federa sulla testa legandogliela al collo con il filo della lampada del comodino. Disse alla donna di restare calma e di rimanere in camera e ritornò in salotto. Manson lasciò la casa e, tornato all'auto, ordinò a Van Houten e Krenwinkel di entrare in casa e uccidere i coniugi insieme a Watson, mentre lui e gli altri tre lasciarono la zona. 

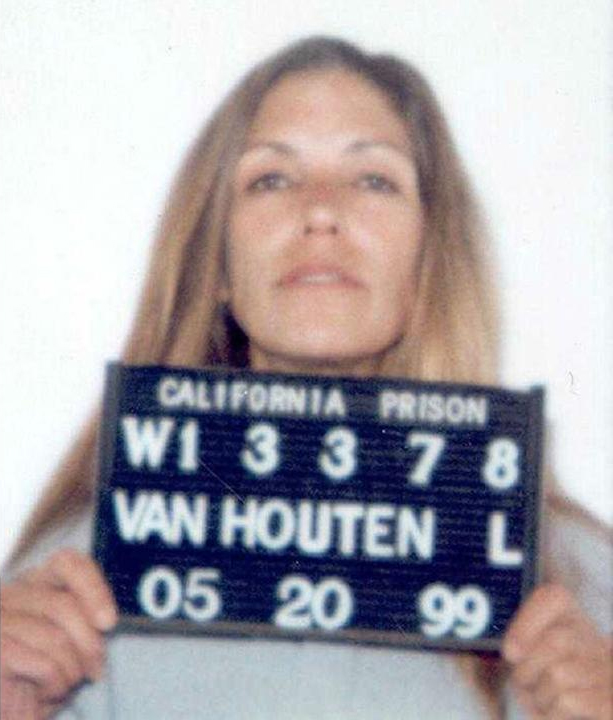
Leslie Van Houten, 1999

Watson ordinò alle due di andare nella camera da letto, e cominciò ad accoltellare ripetutamente Leno, fermandosi solo per un attimo quando lui urlò: «Smettila di accoltellarmi!». Rosemary, sentendo gridare il marito, iniziò a urlare e a girare per la stanza, accecata dalla federa sulla testa. Krenwinkel e Van Houten chiesero aiuto a Watson, che lasciò Leno sanguinante nel soggiorno, tornò in camera da letto e iniziò con le altre due a colpire Rosemary fino a quando non cadde per terra. Quando la furia omicida si placò, i tre avevano pugnalato Rosemary 41 volte.
Watson tornò in salotto ed uccise Leno. Successivamente una delle due donne incise la parola "WAR" (guerra) sullo stomaco di Leno. La Krenwinkel infine accoltellò ancora diverse volte il cadavere e gli lasciò un forchettone da cucina infilzato nella pancia e un coltello da bistecca nella gola. Le ragazze poi scrissero messaggi usando il suo sangue: "Death to pigs" (Morte ai porci) e "Rise" (Insorgete) sulle pareti del soggiorno e "Healter Skelter" [sic] sul frigorifero.
Dopo la mattanza i tre assassini rimasero nella casa, mangiarono del cibo preso dal frigorifero dei LaBianca e si fecero la doccia prima di ritornare in autostop allo Spahn Ranch.

## Il ritrovamento
La sera seguente, il figlio di Rosemary, Frank Struthers Jr., tornò a Los Angeles al ritorno dalla gita al lago. Si preoccupò del fatto che né sua madre, né il suo patrigno rispondessero al campanello alla porta d'ingresso. Quindi chiamò da una cabina telefonica la sorella maggiore Suzan, esprimendo le sue preoccupazioni. Suzan e il fidanzato di lei raggiunsero Frank verso le tre di notte e insieme entrarono in casa. All'interno della cucina, videro le parole "Healter Skelter" scritte, con quello che sembrava essere sangue, sullo sportello del frigo. In salotto trovarono Leno, legato, picchiato e pugnalato a morte. Immediatamente lasciarono la casa e chiamarono la polizia dalla casa di un vicino. Gli agenti entrarono in casa e successivamente trovarono anche il cadavere di Rosemary LaBianca, anch'ella colpita a morte, nella camera da letto principale.
Leno LaBianca fu tumulato nel Calvary Cemetery di Los Angeles, California, sabato 16 agosto 1969. Rosemary LaBianca fu cremata lo stesso giorno.